# Таборов
Та́боров (укр. Таборів) — село, входит в Сквирский район Киевской области Украины. Расположено на реке Раставице.
Население по переписи 2001 года составляло 280 человек. Почтовый индекс — 09023. Телефонный код — 4568. Занимает площадь 2,97 км². Код КОАТУУ — 3224087201.

## Местный совет
09023, Київська обл., Сквирський р-н, с.Чубинці, вул.Дехтяренка,1а

## История
С большой долей вероятности, Таборов — летописный город Товаров, упоминаемый как один из укреплённых городов Поросской оборонительной линии, «поставленных» Ярославом Мудрым. Река Раставица в древности считалась началом реки Рось.